# Torre del Águila
La torre del Águila es uno de los torreones del recinto defensivo de la muralla de Daroca. Fue declarada monumento nacional junto con el resto del conjunto de fortificaciones de Daroca en resolución: 03/06/1931 Publicación: 04/06/1931. 

## Descripción
Se encuentra situada entre la puerta Baja y la Torre de San Cristóbal. Se trata de una torre de planta cuadrada del siglo XIV, coetánea a la guerra de los Dos Pedros, construida en mampostería con refuerzo de piedra sillar en las aristas. En la actualidad se encuentra medio derruida en el sentido más propio de la palabra, ya que se conserva intacto uno de los laterales y la mitad de los dos arranques de los muros adyacentes, es decir, la torre está partida a la mitad de arriba abajo.